# Nhiên liệu sinh học

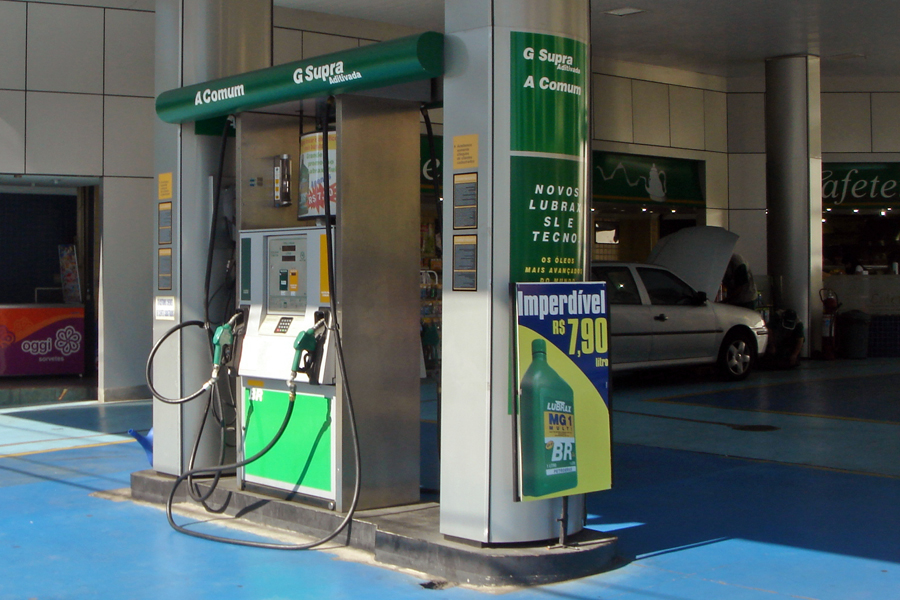
Một trạm xăng sinh học ở Brazil

Nhiên liệu sinh học (Tiếng Anh: biofuels, tiếng Pháp: biocarburant) là loại nhiên liệu được hình thành từ các hợp chất có nguồn gốc động thực vật (sinh học) như nhiên liệu chế xuất từ chất béo của động thực vật (mỡ động vật, dầu dừa,...), ngũ cốc (lúa mỳ, ngô, đậu tương...), chất thải trong nông nghiệp (rơm rạ, phân,...), sản phẩm thải trong công nghiệp (mùn cưa, sản phẩm gỗ thải...),...

## Phân loại chính
Nhiên liệu sinh học có thể được phân loại thành các nhóm chính như sau:
- Diesel sinh học (Biodiesel) là một loại nhiên liệu lỏng có tính năng tương tự và có thể sử dụng thay thế cho loại dầu diesel truyền thống. Biodiesel được điều chế bằng cách dẫn xuất từ một số loại dầu mỡ sinh học (dầu thực vật, mỡ động vật), thường được thực hiện thông qua quá trình transester hóa bằng cách cho phản ứng với các loại rượu phổ biến nhất là methanol.
- Xăng sinh học (Biogasoline) là một loại nhiên liệu lỏng, trong đó có sử dụng ethanol như là một loại phụ gia nhiên liệu pha trộn vào xăng thay phụ gia chì. Ethanol được chế biến thông qua quá trình lên men các sản phẩm hữu cơ như tinh bột, xen-lu-lô, lignocellulose. Ethanol được pha chế với tỷ lệ thích hợp với xăng tạo thành xăng sinh học có thể thay thế hoàn toàn cho loại xăng sử dụng phụ gia chì truyền thống.
- Khí sinh học (Biogas) là một loại khí hữu cơ gồm Methane và các đồng đẳng khác. Biogas được tạo ra sau quá trình ủ lên men các sinh khối hữu cơ phế thải nông nghiệp, chủ yếu là cellulose, tạo thành sản phẩm ở dạng khí. Biogas có thể dùng làm nhiên liệu khí thay cho sản phẩm khí gas từ sản phẩm dầu mỏ.

## Ưu điểm
Trước kia, nhiên liệu sinh học hoàn toàn không được chú trọng. Hầu như đây chỉ là một loại nhiên liệu thay thế phụ, tận dụng ở quy mô nhỏ. Tuy nhiên, sau khi xuất hiện tình trạng khủng hoảng nhiên liệu ở quy mô toàn cầu cũng như ý thức bảo vệ môi trường lên cao, nhiên liệu sinh học bắt đầu được chú ý phát triển ở quy mô lớn hơn do có nhiều ưu điểm nổi bật so với các loại nhiên liệu truyền thống (dầu khí, than đá...):
- Thân thiện với môi trường: chúng có nguồn gốc từ thực vật, mà thực vật trong quá trình sinh trưởng (quang hợp) lại sử dụng dioxide cácbon (là khí gây hiệu ứng nhà kính - một hiệu ứng vật lý khiến Trái Đất nóng lên) nên được xem như không góp phần làm Trái Đất nóng lên.
- Nguồn nhiên liệu tái sinh: các nhiên liệu này lấy từ hoạt động sản xuất nông nghiệp và có thể tái sinh. Chúng giúp giảm sự lệ thuộc vào nguồn tài nguyên nhiên liệu không tái sinh truyền thống.

## Những hạn chế
Việc sản xuất cồn sinh học từ các nguồn tinh bột hoặc các cây thực phẩm được cho là không bền vững do ảnh hưởng tới an ninh lương thực. Khả năng sản xuất với quy mô lớn cũng còn kém do nguồn cung cấp không ổn định vì phụ thuộc vào thời tiết và nông nghiệp. Bên cạnh đó, giá thành sản xuất nhiên liệu sinh học vẫn cao hơn nhiều so với nhiên liệu truyền thống từ đó việc ứng dụng và sử dụng nhiên liệu sinh học vào đời sống chưa thể phổ biến rộng.

## Khả năng phát triển
Tại thời điểm hiện tại (2023), công nghệ sản xuất cồn sinh học từ các nguồn lignocellulose chưa đạt được hiệu suất cao và giá thành còn cao. Theo ước tính trong sau khoảng 7-10 năm, công nghệ này sẽ được hoàn thiện và đáp ứng được nhu cầu sản xuất và thương mại. Bên cạnh đó, khi nguồn nhiên liệu truyền thống cạn kiệt, nhiên liệu sinh học có khả năng là ứng cử viên thay thế.

## Tại Việt Nam

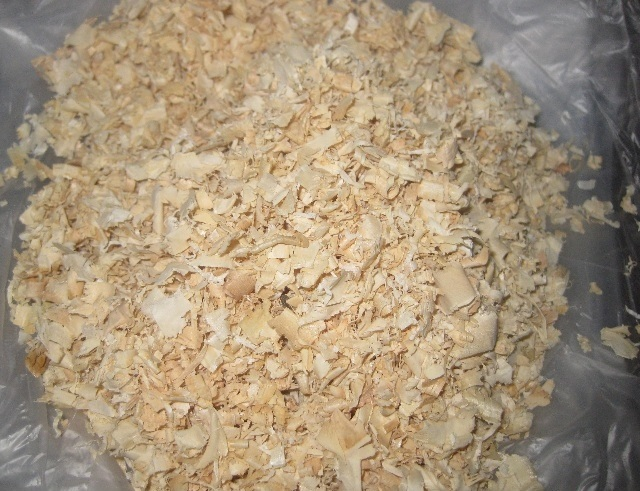
Mùn cưa ở Việt Nam

Khí sinh học được áp dụng ở nhiều miền quê, bằng cách ủ phân để lấy khí đốt. Trên thực tế, xăng sinh học E5 đã được lưu hành trên thị trường trong nước từ năm 2010. Từ năm 2011, Việt Nam có chính sách sử dụng xăng sinh học E5 (gồm hàm lượng Ethanol khan 5% (nồng độ cồn 99,5%) và 95% xăng A92) làm nguyên liệu thay thế cho xăng A92 truyền thống. Tuy nhiên, nhiều người còn lo ngại vì tính hút nước và dễ bị oxy hóa của Ethanol có thể làm hư hại buồng đốt nhiên liệu của động cơ.
Để giải đáp nghi ngại này thì một số chuyên gia cho rằng: Do ethanol có trị số Octan cao tới 109 nên khi pha vào xăng sẽ làm tăng trị số Octane (tăng khả năng chống kích nổ của nhiên liệu). Thêm vào đó, với hàm lượng oxy cao hơn xăng thông dụng, giúp quá trình cháy trong động cơ diễn ra triệt để hơn, tăng công suất, giảm tiêu hao nhiên liệu, đồng thời giảm thiểu phát thải các chất độc hại trong khí thải động cơ. Đó là lý do vì sao nhiên liệu xăng sinh học được coi là nhiên liệu của tương lai, được cả thế giới quan tâm.
Cần lưu ý là nếu sử dụng nhiên liệu xăng có hàm lượng ethanol cao có thể gây ảnh hưởng đến một số chi tiết kim loại, cao su, nhựa, polymer của động cơ. Tuy nhiên, với hàm lượng 5% ethanol trong E5 thì các ảnh hưởng này không xảy ra. Việc sử dụng xăng E5 giúp cải thiện tính năng động cơ, giảm phát thải, mang lại lợi ích cho người tiêu dùng và xã hội. Quá trình sử dụng E5 rất thuận tiện, không cần phải điều chỉnh động cơ khi chuyển đổi giữa nhiên liệu E5 và xăng thông thường.
Không đổ xăng E5 vào bình chứa xăng khi không sử dụng xe trong thời gian từ 3 tháng trở lên. Với điều kiện độ ẩm cao của Việt Nam, nước trong không khí rất dễ hấp thụ vào xăng, có thể gây ra hiện tượng phân lớp trong xăng, khiến xăng giảm chất lượng, gây hỏng hóc động cơ.